# Radio (LL Cool J-album)
A Radio LL Cool J amerikai rapper első lemeze; 1985-ben jelent meg. Az album 470. helyen szerepel a Rolling Stone magazin 2012-ben összeállított "Minden idők 500 legjobb albuma" listáján.

## Az album dalai
| #  | Cím                             | Producer   | Előadók                 | Hangminták                                                                                           |
| -- | ------------------------------- | ---------- | ----------------------- | --- |
| 1  | "I Can't Live Without My Radio" | Rick Rubin | LL Cool J               | |
| 2  | "You Can't Dance"               | Rick Rubin | LL Cool J               | "Apache" – Incredible Bongo Band                                                                     |
| 3  | "Dear Yvette"                   | Rick Rubin | LL Cool J               | |
| 4  | "I Can Give You More"           | Rick Rubin | LL Cool J               | |
| 5  | "Dangerous"                     | Rick Rubin | LL Cool J               | |
| 6  | "El Shabazz"                    | Rick Rubin | LL Cool J               | |
| 7  | "Rock The Bells"                | Rick Rubin | LL Cool J               | "Pump Me Up" – Trouble Funk; "Take Me to the Mardi Gras" – Bob James; "Flick of the Switch" by AC/DC |
| 8  | "I Need A Beat (Remix)"         | Jazzy Jay  | LL Cool J               | |
| 9  | "That's A Lie"                  | Rick Rubin | LL Cool J, Russell Rush | |
| 10 | "You'll Rock"                   | Rick Rubin | LL Cool J               | "Frisco Disco" – Eastside Connection                                                                 |
| 11 | "I Want You"                    | Rick Rubin | LL Cool J               | |